# Harṣavarman II
Harṣavarman II (nom posthume : Vrahlmaloka ou Brahmaloka) fut souverain de l'Empire khmer de 941 à 944. 
À la mort de Jayavarman IV à Koh Ker en 941 ou 942, le pouvoir va à son fils qui décède environ deux ans plus tard, mettant fin à la descendance de Jayavarman IV.